# میهاما، واکایاما
میهاما، واکایاما (به لاتین: Mihama, Wakayama) یک منطقهٔ مسکونی در ژاپن است که در استان واکایاما واقع شده‌است. میهاما  ۸٬۶۶۹ نفر جمعیت دارد.